# Banatska Palanka
Banatska Palanka (serbisch-kyrillisch Банатска Паланка, ungarisch Palánk) ist eine Kleinstadt im Süden der serbischen Provinz Vojvodina, im serbischen Teil des Banat.

## Geographie
Die Kleinstadt gehört zur Opština Bela Crkva im Okrug Južni Banat. Der Ort hat heute um 600 Einwohner (2011: 682 Einwohner) und besteht praktisch aus zwei Teilen: Stara Palanka (deutsch: „Alt-Palanka“), ursprünglich besiedelt von Donauschwaben im Norden und Nova Palanka (alte ungarische Bezeichnung: Haramvár) im Süden am Donauufer, früher mit einem größeren Anteil von Einwohnern ungarischer Ethnizität.
Banatska Palanka liegt am Nordufer der Donau – gegenüber der Ortschaft Ram. Der Verkehr zwischen Banatska Palanka und Ram über die hier einen Kilometer breite Donau findet auf Fähren statt.

## Geschichte
Auf Grund der Grenzlage zwischen dem osmanischen Reich und der Habsburgermonarchie war die Region der Ort zahlreicher kriegerischer Auseinandersetzungen. So wurde Nova Palanka (auch Uj-Palanka) während des österreichisch-türkischen Kriegs am 21. Oktober 1788 von k.k. Truppen unter dem Befehl von Generalmajor Ferdinand Johann Nepomuk von Harrach zu Rohrau (1740–1796) erobert.